# 顾鸿
顾鸿（1915年—2016年1月26日），安徽庐江人，中国人民解放军少将。

## 生平
早年参加中国工农红军，1935年加入中国共产党。抗日战争时期，先后任新四军第3支队6团政治处民运股股长，江北游击队政治教导员，第7师56团副团长，巢湖独立团团长、政治委员。第二次国共内战期间，任华东野战军第7纵队62团政治委员，第61团政治委员，第4纵队33团政治委员、团长，先遣纵队第9支队副司令员。1949年4月，任皖北军区警备第2旅副旅长，参加鲁南战役、莱芜战役、孟良崮战役、淮海战役、渡江战役等。
中华人民共和国成立后，任第三野战军暨华东军区皖北军区警备第2旅副旅长，警备第15旅副旅长，副师长，代理师长，第十六步兵学校校长。1957年，于军事学院毕业后，历任中国人民解放军第一工程兵学校副校长、第一副校长，南京工程兵学校校长。1964年，晋升为少将军衔，曾荣获三级八一勋章、二级独立自由勋章、二级解放勋章和一级红星功勋荣誉章。2016年1月26日去世，享年101岁。
大学学习。